# Estás tocando fuego
Estás tocando fuego es el título del 16°. álbum de estudio grabado por la banda estadounidense de tejano La Mafia. Fue lanzado al mercado bajo el sello discográfico Sony Discos el 13 de agosto de 1991, el álbum ingresó a la lista Billboard Latin Regional Mexican en el número 16. El 21 de marzo de 1992 alcanzó el puesto número uno y permaneció en ese puesto durante 23 semanas. Estás tocando fuego se convirtió en un éxito fenomenal superando las expectativas de ventas en todas partes. 
El disco se convirtió en el primer álbum de la historia de la música tejana en vender 1.000.000 de copias. La destacada actuación de la banda llevó a Sony a otorgarles el prestigioso Premio Cristal, creado por el sello para honrar a los artistas que alcanzan ventas mundiales superiores a las 500.000 unidades por un solo álbum. 
El álbum fue certificado con triple disco de platino y La Mafia ganó el Premio Lo Nuestro como mejor grupo Regional-Mexicano en el año 1992. El álbum empató con Entre a Mi Mundo de Selena como mejor álbum regional mexicano del año en el Premio Lo Nuestro 1993 .

## Lista de canciones
| Estás tocando fuego |                         |                   |          |  |
| N.º                 | Título                  | Escritor(es)      | Duración |  |
| 1.                  | «Mi llamada»            | Homero Rodríguez  | 3:32     |  |
| 2.                  | «Nuestra canción»       | Homero Rodríguez  | 3:26     |  |
| 3.                  | «Una memoria»           | Luis Silva        | 2:58     |  |
| 4.                  | «Aquí está mi amor»     | E.J. Ledesma      | 3:47     |  |
| 5.                  | «Olvídame»              | Ricardo Quijano   | 3:11     |  |
| 6.                  | «Estás tocando fuego»   | Jorge Luis Piloto | 3:14     |  |
| 7.                  | «Cómo me duele amor»    | Ricardo Quijano   | 3:12     |  |
| 8.                  | «Quiero volver contigo» | Manny Benito      | 2:59     |  |
| 9.                  | «Yo te amaré»           | Luis Silva        | 2:33     |  |
| 10.                 | «Yo me moriré»          | Juan Carlos Pérez | 3:03     |  |
| 11.                 | «Si tu me quisieras»    | Juan Carlos Pérez | 3:15     |  |
| 12.                 | «Más que solo amiga»    | E.J. Ledesma      | 2:54     |  |

## Músicos

### La Mafia
- Óscar de la Rosa: Voz
- Armando "Mando" Lichtenberger Jr.: Teclados y acordeón
- Leonard Gonzales: Guitarra
- David de la Garza: 2°do teclado
- Adolf Alonso: Bajo
- Michael Aguilar: Batería[1]

## Posicionamiento en las listas
| Listas (1992/1993)                     | Máxima posición |
| -------------------------------------- | --------------- |
| U.S. Billboard Regional/Mexican Albums | 1               |
| U.S. Billboard Top Latin Albums        | 30              |

### Sucesión y posicionamiento
| Predecesor: Mi vida eres tú de Los Temerarios | U.S. Billboard Regional/Mexican Albums — Álbum N°. 1 21 de marzo de 1992 - 4 de septiembre de 1992 | Sucesor: Entre a mi mundo de Selena |